# Бањаши
Бањаши су етничка група која претежно живи у Србији, Хрватској, Мађарској, Босни и Херцеговини и Бугарској. Републички завод за статистику Србије је на попису 2011. године приказао Бањаше као посебну националну припадност. Тада се укупно као Бањаши изјаснило 80 људи. У попису попису 2022. су искључени у класификацијама националних припадности с обзиром на то да није забележена ниједна појава. Говоре румунским језиком, а неки их сматрају делом ромског народа, односно заједницом подељеном између ромског и румунског идентитета. У Србији су Бањаши настањени у 177 насеља.